# Obrecheuil

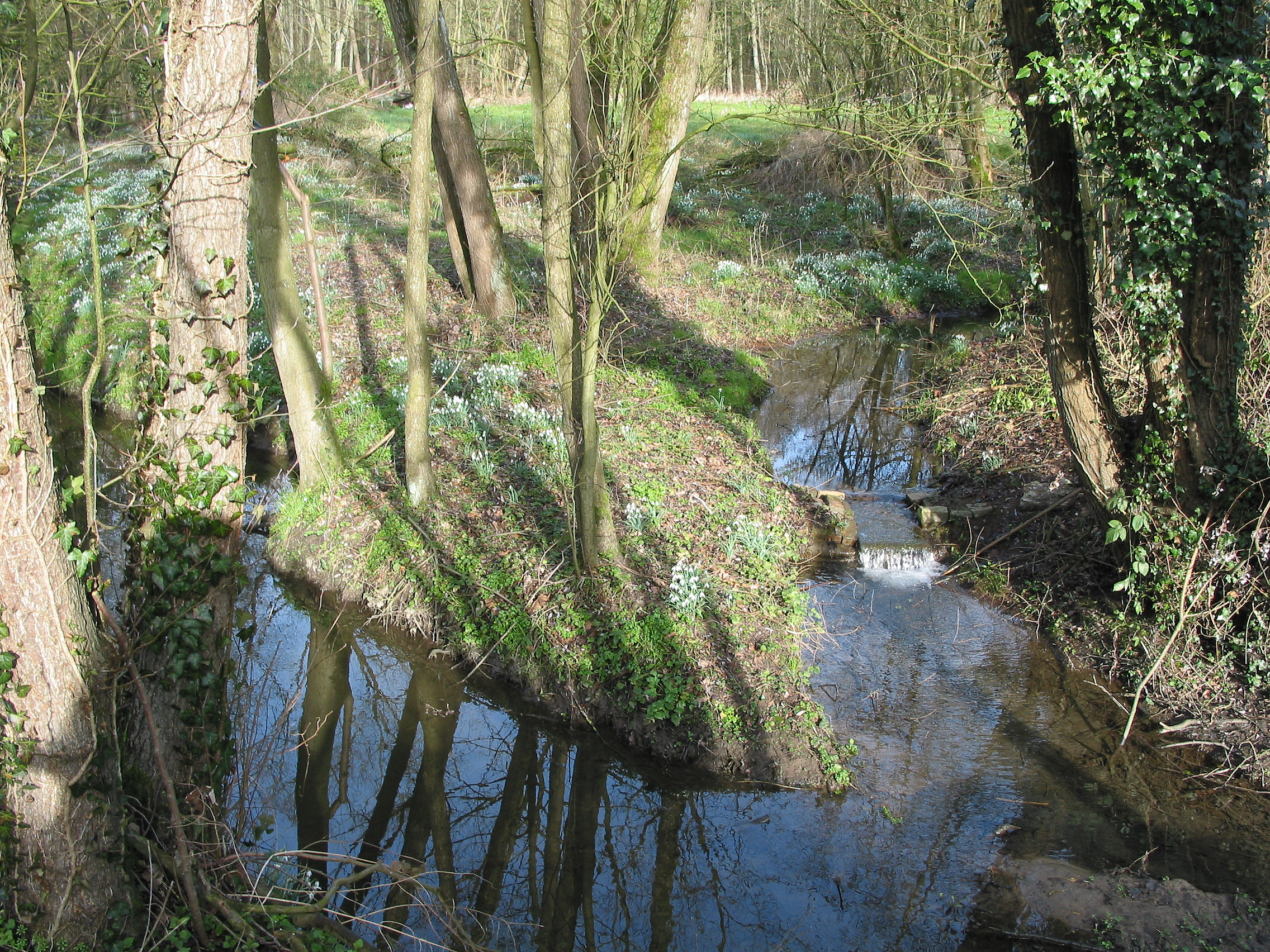
Vlak bij cultuur van Witte waterkers in Casteau.

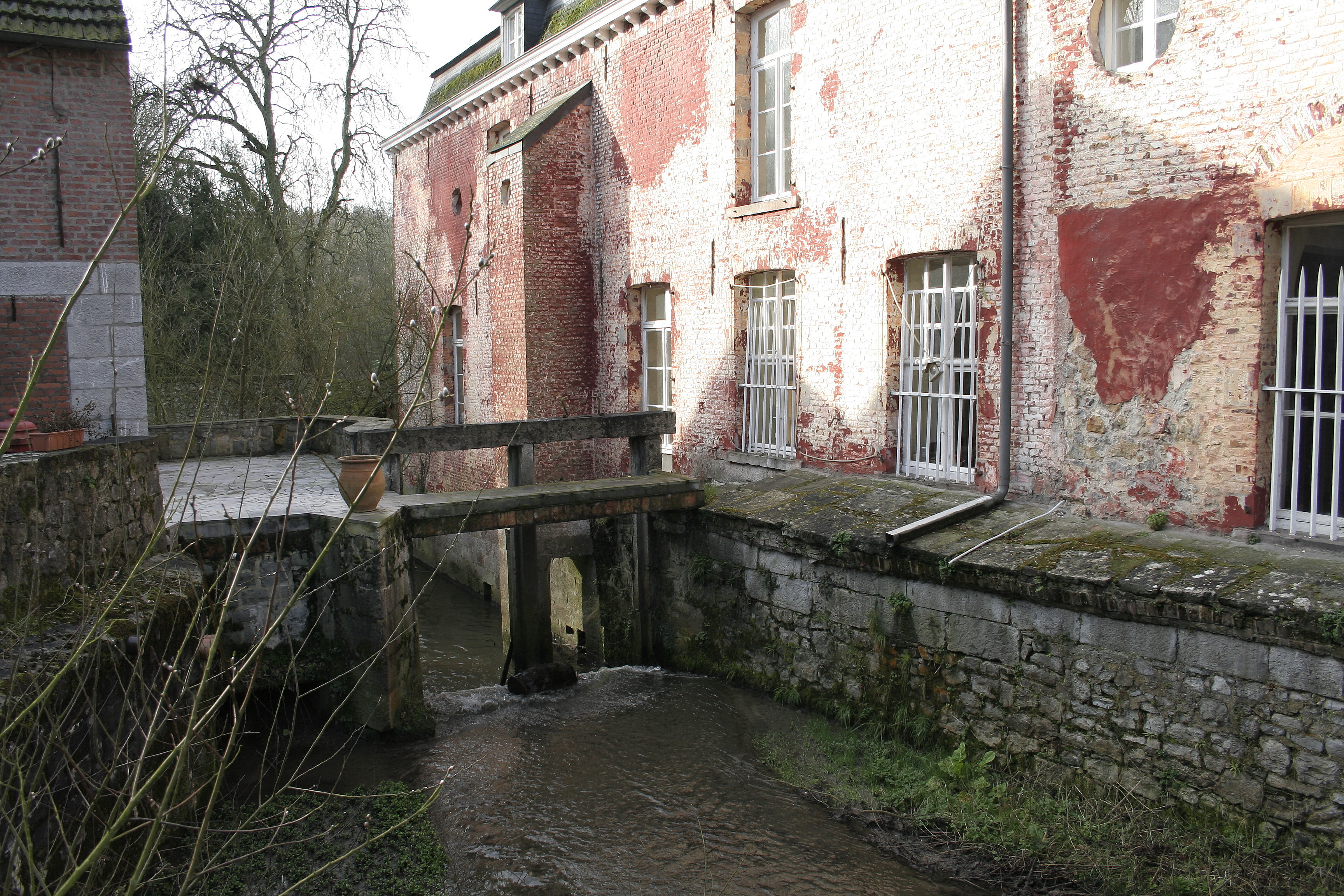
Molen (Moulin de la Roquette) in Casteau.

De Obrecheuil, Obrechœul of Aubrecheuil is een zijriviertje van de Hene en behoort tot het stroomgebied van de Schelde.
Het ontspringt in Le Rœulx, doorkruist Thieusies, Casteau en Saint-Denis en mondt uit in de Hene te Obourg (Bergen). De lengte is zo'n 20 kilometer. De Obrecheuil loopt door het domein van de voormalige Abdij van Saint-Denis-en-Broqueroie.